# Collonges-lès-Bévy
Collonges-lès-Bévy ist eine französische Gemeinde mit 99 Einwohnern (Stand 1. Januar 2022) im Département Côte-d’Or in der Region Bourgogne-Franche-Comté (vor 2016 Bourgogne); sie gehört zum Arrondissement Beaune und zum Kanton Longvic. 

## Geographie
Collonges-lès-Bévy liegt etwa 27 Kilometer südwestlich von Dijon. Umgeben wird Collonges-lès-Bévy von den Gemeinden Bévy im Norden, Messanges im Osten und Südosten, Chevannes im Süden sowie Détain-et-Bruant im Westen und Nordwesten.

## Bevölkerung
| Jahr                       | 1962 | 1968 | 1975 | 1982 | 1990 | 1999 | 2006 | 2013 |
| Einwohner                  | 69   | 59   | 57   | 55   | 70   | 79   | 85   | 95   |
| Quellen: Cassini und INSEE |      |      |      |      |      |      |      |      |

## Sehenswürdigkeiten
- Steinkiste von Collonges

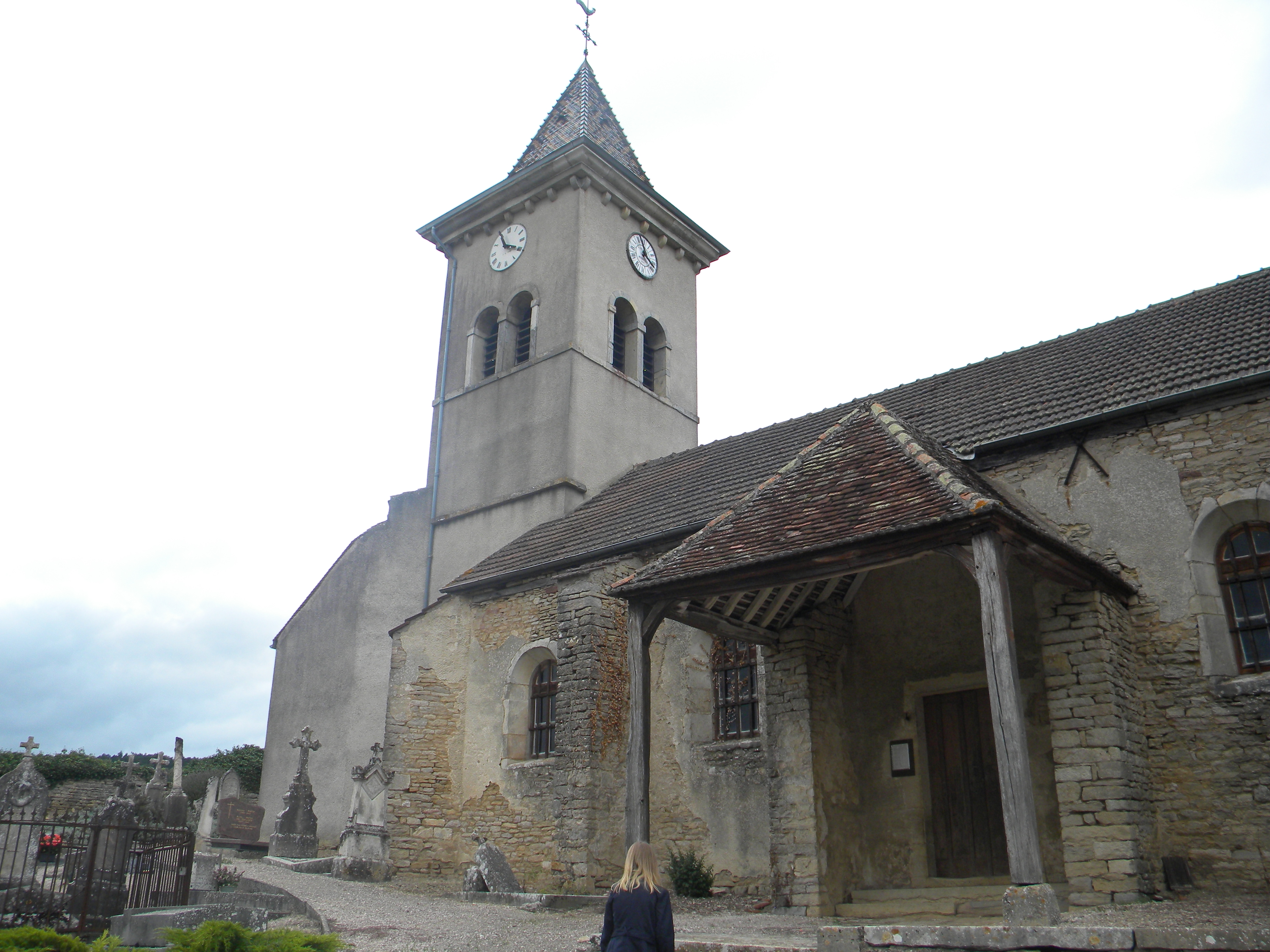
Kirche Saint-Pierre
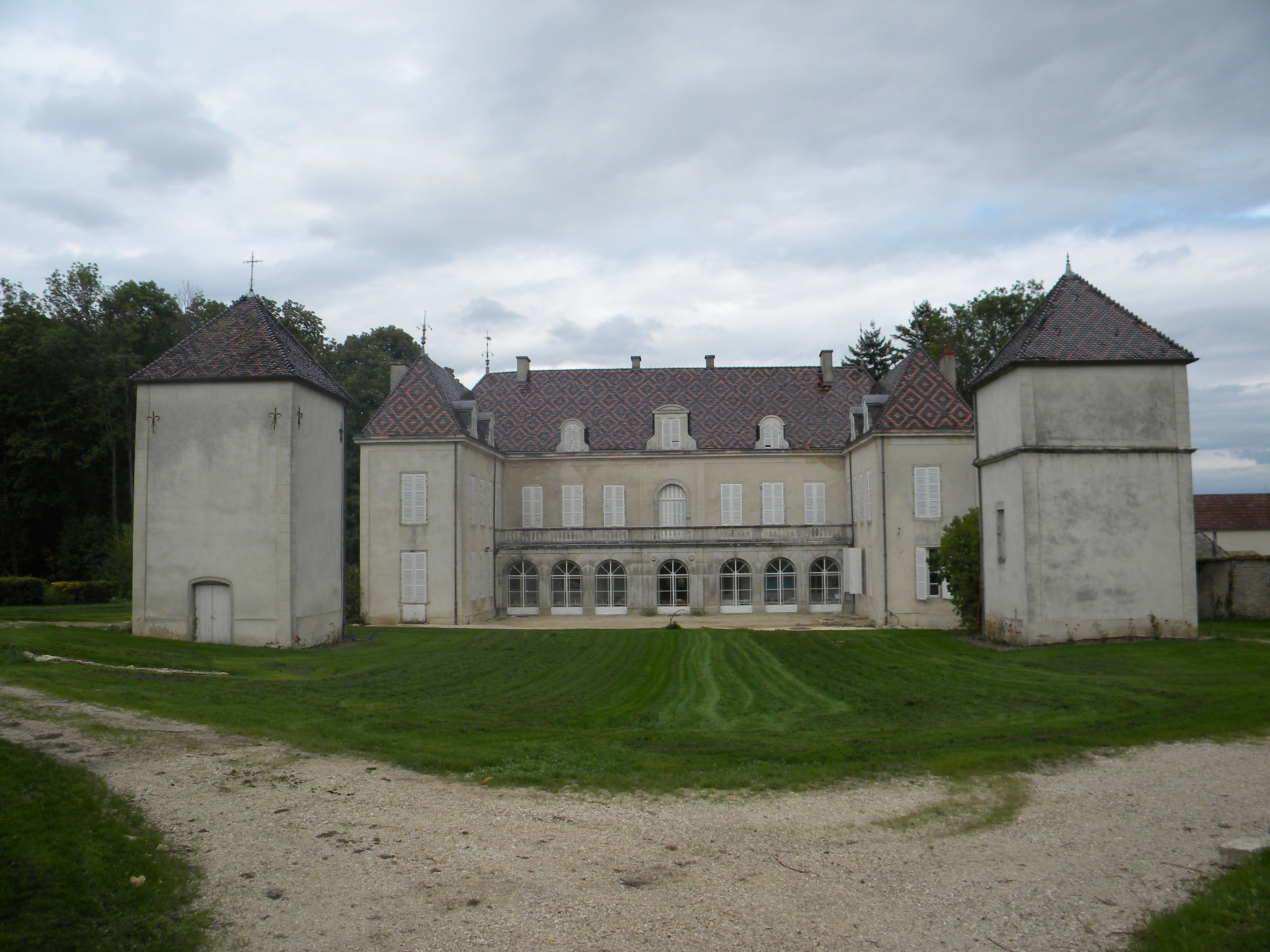
Schloss Collonges-lès-Bévy

- Kirche Saint-Pierre
- Schloss Collonges-lès-Bévy